# Премія Бібліотеки Конгресу за американську художню літературу
Премія Бібліотеки Конгресу за американську художню літературу (англ. Library of Congress Prize for American Fiction) — щорічна американська літературна нагорода, яку присуджує Бібліотека Конгресу за пожиттєві заслуги в царині американської художньої літератури.

## Історія заснування та опис
Премію засновано у 2009 році, хоча перша нагорода була вручена за 2008 рік. 10 вересня 2008 року премію отримав американський письменник Герман Воук.
Нагородження Премією Бібліотеки Конгресу за американську художню літературу відбувається на Національному книжковому фестивалі.

## Лавреати
| Рік  | Світлина | Переможець            |
| ---- | -------- | --------------------- |
| 2008 |          | Герман Воук           |
| 2009 |          | Джон Ґрішем           |
| 2010 |          | Ізабель Альєнде       |
| 2011 |          | Тоні Моррісон         |
| 2012 |          | Філіп Рот             |
| 2013 |          | Дон Делілло           |
| 2014 |          | Едґар Лоренс Докторов |
| 2015 |          | Луїз Ердріч           |
| 2016 |          | Мерилін Робінсон      |
| 2017 |          | Деніс Джонсон         |
| 2018 |          | Енні Пру              |
| 2019 |          | Річард Форд           |
| 2020 |          | Колсон Вайтгед        |
| 2021 |          | Джой Вільямс          |
| 2022 |          | Джесмін Ворд          |
| 2023 |          | Джордж Сондерс        |